# Slag om Mexico-Stad

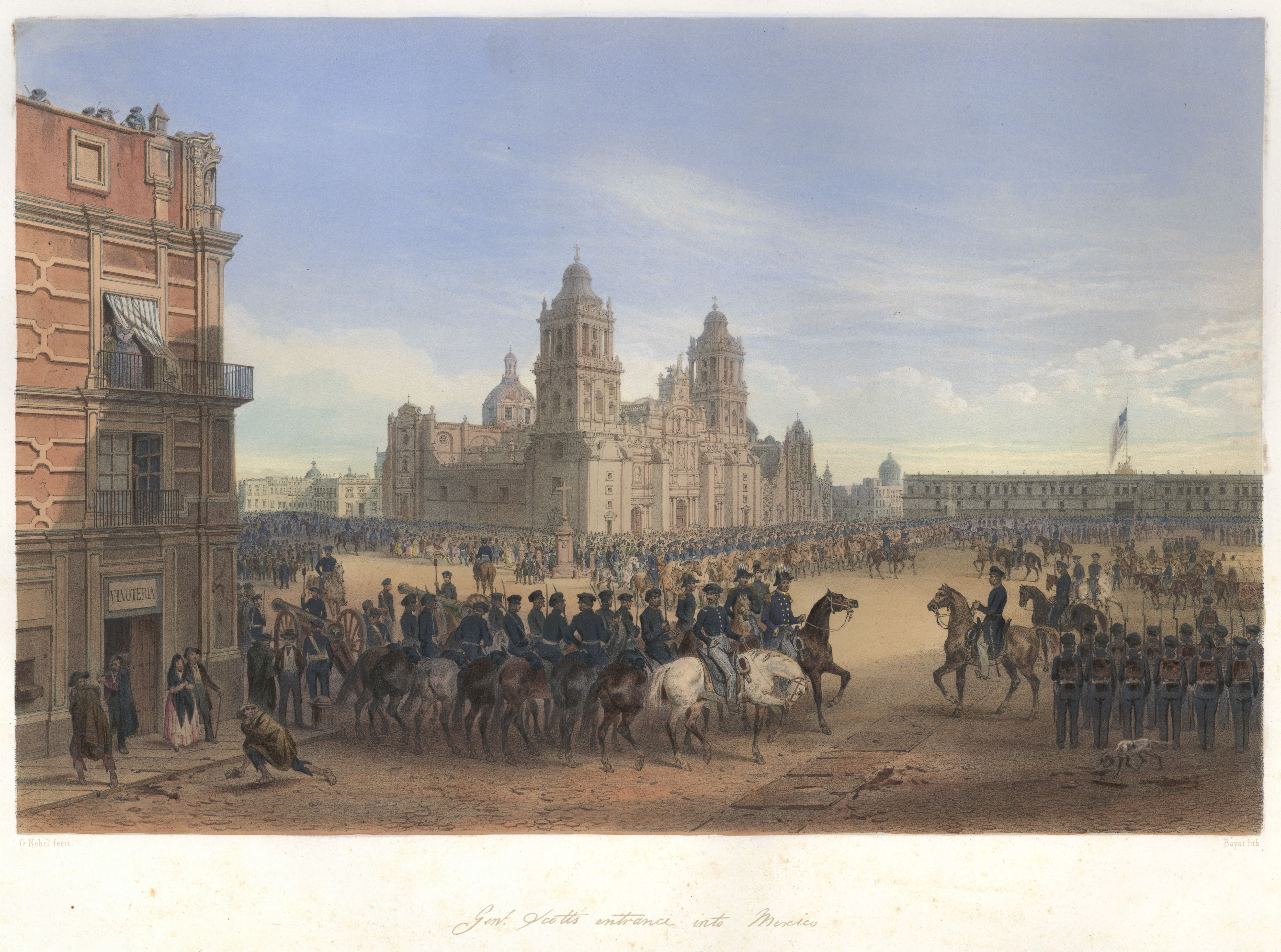
Winfield Scott trekt Mexico City in

De Slag om Mexico-Stad was een reeks gevechten tussen de Verenigde Staten en Mexico van 20 augustus tot 15 september 1847 in de laatste fase van de Amerikaans-Mexicaanse Oorlog. Deze gevechten vonden plaats in en om Mexico-Stad en eindigden in een Amerikaanse overwinning.
In maart waren Amerikaanse troepen van Winfield Scott geland bij Vera Cruz. Het beleg van de stad duurde van 9 tot 29 maart. Na in de slag bij Cerro Gordo op 18 maart een Mexicaans leger verslagen te hebben, speelden de soldaten uit Illinois honkbal met als slaghout het kunstbeen van generaal Antonio Lopez de Santa Ana, dat deze bij zijn vlucht uit het legerkamp had moeten achterlaten. Vervolgens trok Scott op naar Mexico-Stad.
De slag om Mexico-Stad wordt opgedeeld in de volgende afzonderlijke slagen:
- Slag bij Padierna (20 augustus)
- Slag bij Churubusco (20 augustus)
- Slag bij Molino del Rey (8 september)
- Slag om Chapultepec (12-13 september)

Deze slagen werden alle vier gewonnen door de Amerikanen. De laatste gevechten vonden plaats bij de poorten van San Cosme en Belén. Toen de Mexicanen ook hier verslagen waren trok het leger van Antonio López de Santa Anna zich terug uit Mexico-Stad. Op 15 september maakten de Amerikanen hun intrede in het (onverdedige) Mexico-Stad. De Amerikaanse vlag werd gehesen in het Nationale Paleis aan het Zócalo. Hier vond ook de officiële overgave plaats.
Na de inname van Mexico-Stad werd er enkel nog gevochten om Puebla.